# Jordan Todman
Jordan Todman (New Bedford, 24 febbraio 1990) è un giocatore di football americano statunitense che gioca nel ruolo di running back per i New York Jets della National Football League (NFL). Fu scelto nel corso del sesto giro (183º assoluto) del Draft NFL 2011 dai San Diego Chargers. Al college ha giocato a football all'Università del Connecticut.

## Carriera professionistica

### San Diego Chargers
Todman fu scelto dai San Diego Chargers nel corso del quinto giro del Draft 2011. Fu svincolato il 22 ottobre, dopo di che firmò con la squadra di allenamento.

### Minnesota Vikings
Il 28 dicembre 2011, Todman firmò per far parte della squadra di allenamento dei Minnesota Vikings. Il 31 agosto 2012 fu svincolato e il giorno successivo rifirmò per la squadra di allenamento.

### Jacksonville Jaguars
Todman firmò coi Jacksonville Jaguars il 27 novembre 2012. Con essi debuttò come professionista scendendo in campo nella gara della settimana 14 contro i New York Jets in cui corse 8 yard su 3 tentativi.
Il primo touchdown in carriera, Todman lo segnò nella settimana 3 della stagione 2013 contro i Seattle Seahawks. Il secondo nella vittoria della settimana 14 contro gli Houston Texans.
Nel penultimo turno della stagione 2014, Todman al primo possesso della gara segnò un touchdown su corsa da 62 yard, il primo della sua stagione, contribuendo alla vittoria dei Jaguars sui Titans nella gara del giovedì notte.

## Statistiche
| Partite totali      | 17  |
| Partite da titolare | 2   |
| Yard su corsa       | 264 |
| Touchdown su corsa  | 1   |

Statistiche aggiornate alla stagione 2013